# Extertal
Extertal là một đô thị ở Lippe district of Nordrhein-Westfalen, Đức, với 12.600 dân.
Extertal tọa lạc ở rìa bắc của vòng bảo tồn tự nhiên Teutoburg, gần Lower Saxony. Các sôg Exter và Humme chảy qua khu vực này. Các đô thị giáp ranh là Rinteln, Aerzen, Barntrup, Dörentrup và Kalletal.
Điểm cao nhất có độ cao 371 mét trên mực nước biển.